# Robert Pattinson

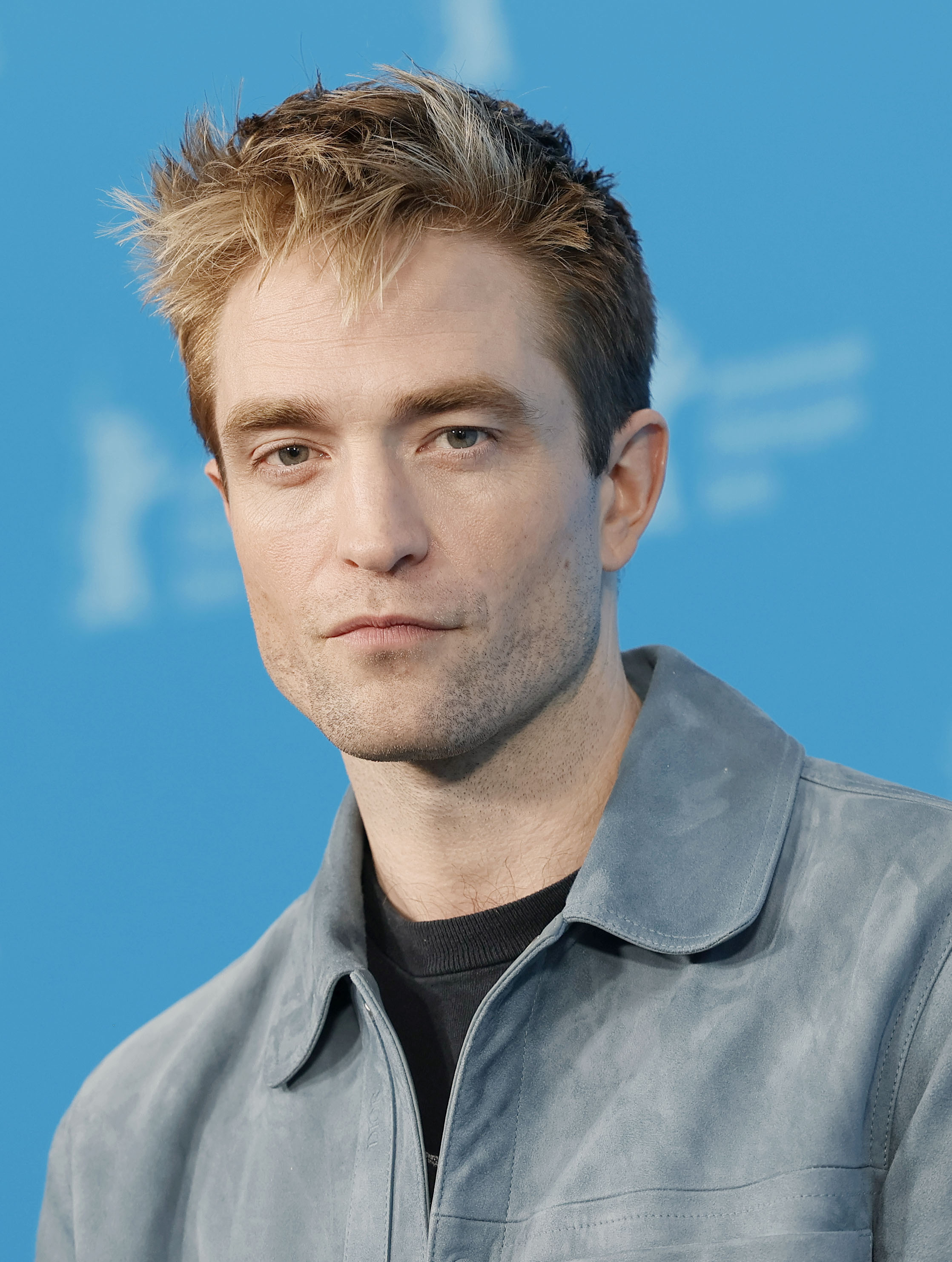
Robert Pattinson (2025)

Robert Douglas Thomas Pattinson (* 13. Mai 1986 in London, Vereinigtes Königreich) ist ein britischer Schauspieler. Bekannt wurde er durch seine Rollen als Cedric Diggory in der Verfilmung von Harry Potter und der Feuerkelch und als Edward Cullen in den Verfilmungen der Bücher der Twilight-Saga (Bis(s) zum Morgengrauen) von Stephenie Meyer.

## Leben und Karriere

### Herkunft
Robert Pattinson wurde 1986 im Londoner Stadtteil Barnes geboren. In seiner Kindheit arbeitete seine Mutter Clare in einer Modelagentur, sein Vater Richard ist Gebrauchtwagenhändler. Er hat zwei ältere Schwestern, Lizzy und Victoria Pattinson. Lizzy Pattinson ist als Sängerin und Songschreiberin tätig.

### Schauspielkarriere
Pattinson begann seine Schauspielkarriere im Alter von 15 Jahren, er arbeitete in einem Theater hinter den Kulissen. Als der Hauptdarsteller erkrankte, übernahm er dessen Rolle. Zufällig saß ein Agent im Publikum. Daher schloss er sich der Barnes Theatre Company im Westen Londons an. In dem deutschen Fernsehfilm Die Nibelungen – Der Fluch des Drachen hatte er 2004 eine Nebenrolle als Giselher. Im selben Jahr spielte er eine kleine Rolle in Mira Nairs Literaturverfilmung Vanity Fair, die Szenen wurden jedoch in der Endfassung herausgeschnitten.
2005 übernahm er die Rolle des Cedric Diggory in Harry Potter und der Feuerkelch und wurde so einem größeren Publikum bekannt. Die Online-Version der Times erklärte ihn daraufhin zum British Star of Tomorrow (englisch für ‚britischen Star von morgen‘).
Im Oktober 2006 spielte er die Hauptrolle in dem britischen Fernsehfilm The Haunted Airman.
Zwischen 2008 und 2012 spielte Pattinson die männliche Hauptrolle Edward Cullen in der Verfilmung des Romans Bis(s) zum Morgengrauen von Stephenie Meyer und den vier Fortsetzungen des Films. Es wurden zudem zwei von ihm aufgenommene Lieder; „Never Think“ und „Let Me Sign“ in den Film aufgenommen.
In Little Ashes spielte Pattinson den spanischen Maler Salvador Dalí. Weitere Hauptrollen hat er in der britischen Drama-Komödie How To Be (als Arthur) und dem Kurzfilm The Summer House (als Richard) übernommen.
Ende Juli 2009 wurde Robert von der britischen Ausgabe der Zeitschrift Glamour zum „World’s Sexiest Man“ gewählt. Er sicherte sich den ersten Platz vor seinen Schauspielkollegen Johnny Depp und Hugh Jackman, welcher auf dem dritten Platz landete.
Im Juni 2009 drehte Pattinson den Film Remember Me – Lebe den Augenblick, der Anfang 2010 in die Kinos kam und in dem er nicht nur als Hauptdarsteller auftrat, sondern auch als ausführender Produzent tätig war. 2010 und 2011 folgten weitere Filme, wie Liebe, oder lieber doch nicht und Wasser für die Elefanten.

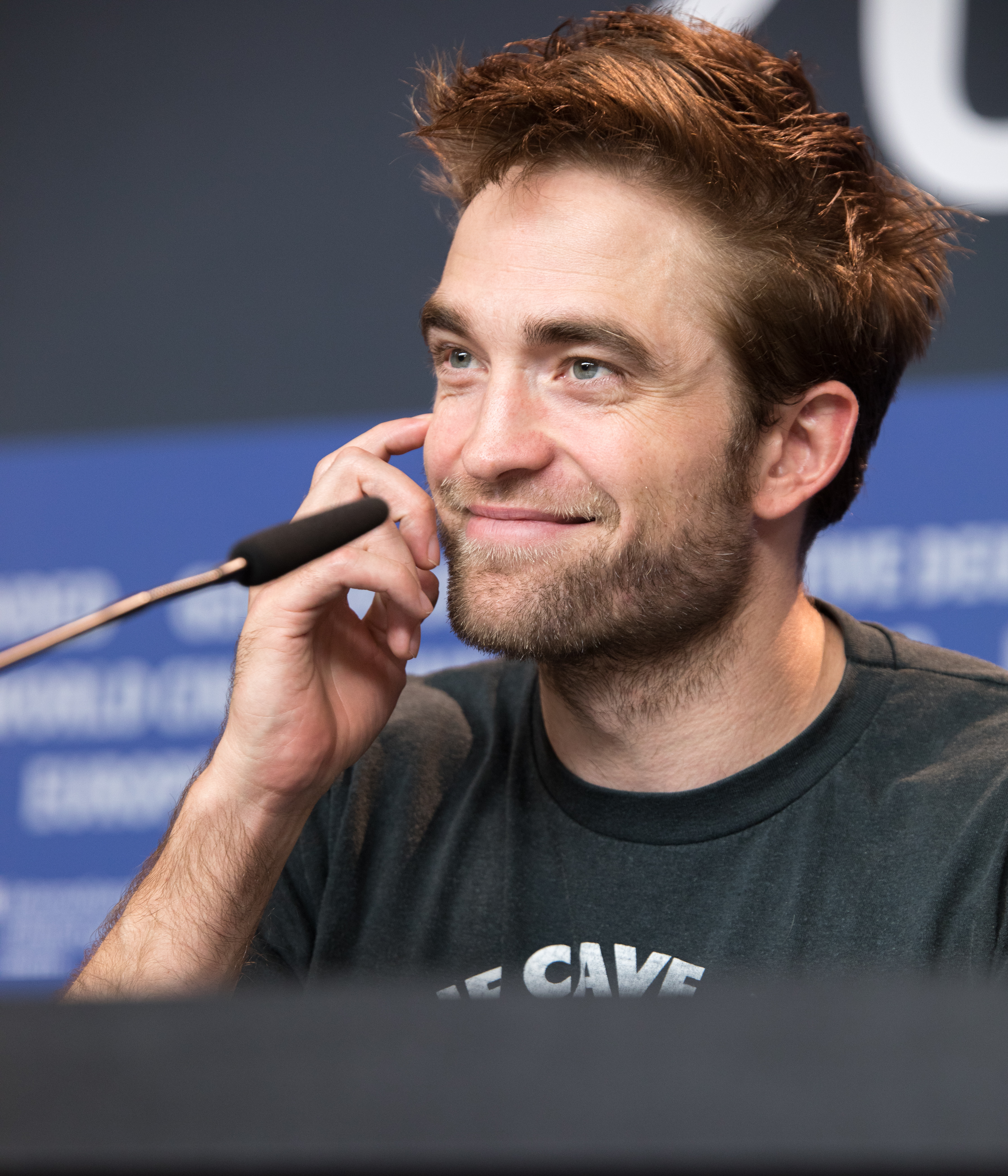
Robert Pattinson (2018)

Am 15. Februar 2018 wurde bekannt, dass er eine Rolle in Robert Eggers’ Fantasy-Horrorfilm The Lighthouse übernehmen wird. Außerdem spielt Pattinson in Matt Reeves’ Comicverfilmung The Batman den titelgebenden Helden mit dem bürgerlichen Namen Bruce Wayne. Der Schauspieler verriet in einem Interview Anfang September 2019, dass er die Reaktionen auf seine Batman-Besetzung nicht so „hasserfüllt“ wahrgenommen habe, wie er es im Vorfeld erwartet habe.
Im Sommer 2022 begannen in England die Dreharbeiten an Bong Joon-hos Science-Fiction-Film Mickey 17, in dem Pattinson die Hauptrolle bekleidet.
Im Sommer 2021 wurde Pattinson Mitglied der Academy of Motion Picture Arts and Sciences.
Deutscher Synchronsprecher von Pattinson ist seit 2008 Johannes Raspe.

### Persönliches
Von 2009 bis 2013 war Pattinson mit seiner Filmkollegin aus Twilight, Kristen Stewart, liiert. Er war von Januar 2015 bis 2017 mit der britischen Musikerin FKA twigs verlobt. Seit 2018 ist er mit der britischen Schauspielerin und Sängerin Suki Waterhouse zusammen. Im April 2024 ist das Paar zum ersten Mal Eltern von einer Tochter geworden. 

## Filmografie

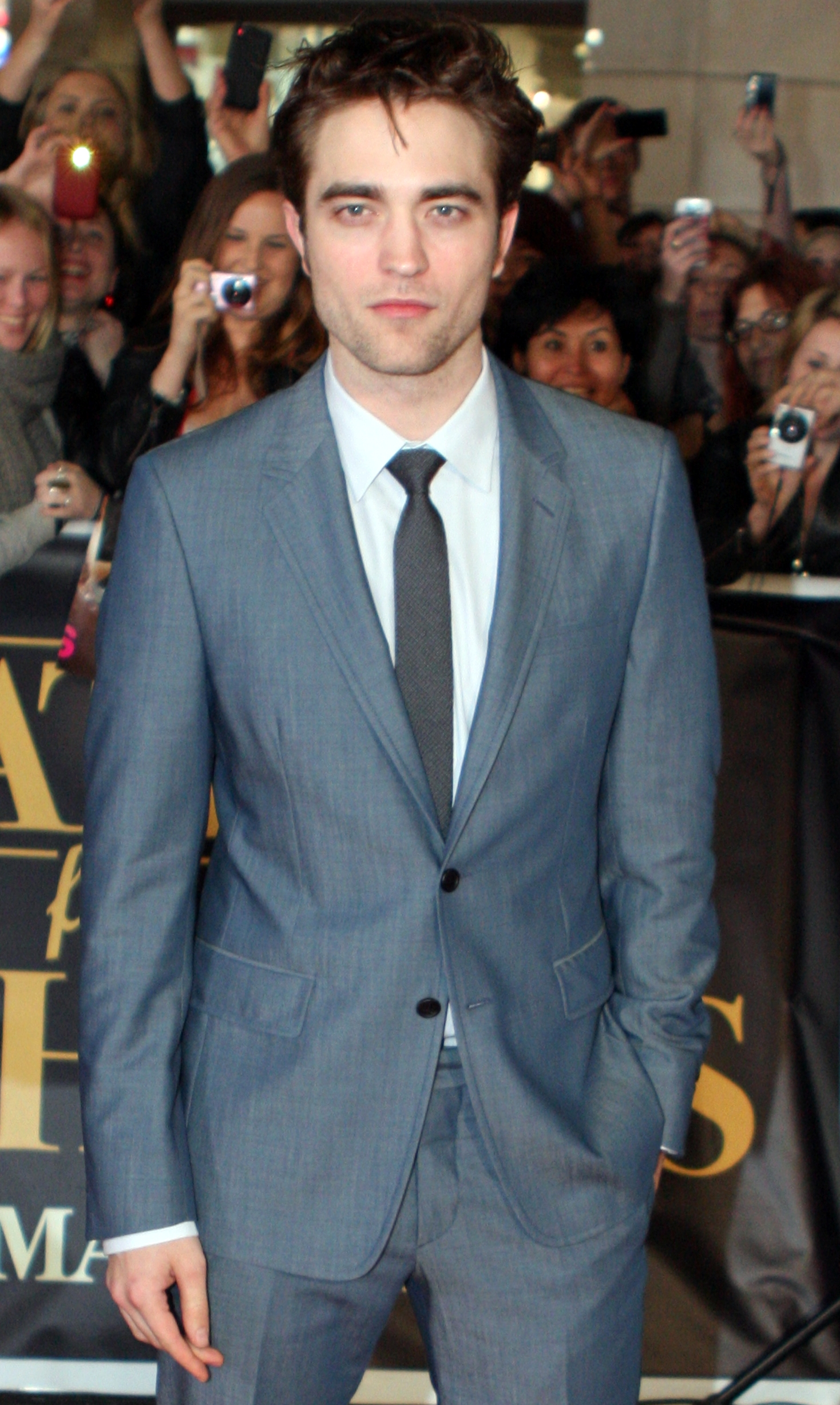
Pattinson bei der Premiere von Wasser für die Elefanten (2011)

- 2004: Vanity Fair – Jahrmarkt der Eitelkeit (Vanity Fair)
- 2004: Die Nibelungen – Der Fluch des Drachen (Ring of the Nibelungs)
- 2005: Harry Potter und der Feuerkelch (Harry Potter and the Goblet of Fire)
- 2006: The Haunted Airman
- 2007: Das Handbuch für Rabenmütter (The Bad Mother’s Handbook)
- 2008: How to Be – Das Leben ist kein Wunschkonzert (How to Be)
- 2008: The Summer House
- 2008: Twilight – Biss zum Morgengrauen (Twilight)
- 2009: Little Ashes
- 2009: New Moon – Biss zur Mittagsstunde (The Twilight Saga: New Moon)
- 2010: Remember Me – Lebe den Augenblick (Remember Me)
- 2010: Eclipse – Biss zum Abendrot (The Twilight Saga: Eclipse)
- 2010: Liebe, oder lieber doch nicht (Love & Distrust)
- 2011: Wasser für die Elefanten (Water For Elephants)
- 2011: Breaking Dawn – Biss zum Ende der Nacht, Teil 1 (The Twilight Saga: Breaking Dawn – Part 1)
- 2012: Bel Ami
- 2012: Cosmopolis
- 2012: Breaking Dawn – Biss zum Ende der Nacht, Teil 2 (The Twilight Saga: Breaking Dawn – Part 2)
- 2014: The Rover
- 2014: Maps to the Stars
- 2015: Königin der Wüste (Queen of the Desert)
- 2015: Life
- 2015: The Childhood of a Leader
- 2016: Die versunkene Stadt Z (The Lost City of Z)
- 2017: Good Time
- 2018: Smoking Gun – Nicht jede Frau will gerettet werden (Damsel)
- 2018: High Life
- 2019: Der Leuchtturm (The Lighthouse)
- 2019: The King
- 2019: Waiting for the Barbarians
- 2020: Tenet
- 2020: The Devil All the Time
- 2022: The Batman
- 2025: Mickey 17
- 2025: Die, My Love

## Auszeichnungen & Nominierungen
Strasbourg International Film Festival
- 2008: Best Actor in a Feature[13]

Gotham Award
- 2017: Nominierung als Bester Schauspieler (Good Time)[14]

Hollywood Film Festival
- 2008: New Hollywood Award[15]

MTV Movie Awards
- 2009: Bester Newcomer[16]
- 2009: Best Fight –  Robert Pattinson Vs. Cam Gigandet (Twilight)[16]
- 2009: Best Kiss – Robert Pattinson & Kristen Stewart (Twilight)[16]
- 2010: Best Kiss – Robert Pattinson & Kristen Stewart (The Twilight Saga: New Moon)[17]
- 2010: Global Superstar[18]
- 2010: Best Male Performance[19]

Teen Choice Awards
- 2009: Beliebtester Schauspieler
- 2009: Beliebtester Männlicher „Hottie“
- 2009: Movie Liplock mit Kristen Stewart (Twilight)[20]
- 2010: Choice Movie Liplock mit Kristen Stewart (The Twilight Saga: New Moon)[21]
- 2010: Choice Movie Chemistry mit Kristen Stewart (The Twilight Saga: New Moon)[22]
- 2010: Choice Movie Actor Drama (Remember Me)[23]
- 2010: Choice Summer Movie Star Male (The Twilight Saga: Eclipse)[24]
- 2011: Choice Movie Actor: Drama (Wasser für die Elefanten)[25]
- 2011: Choice Vampire (The Twilight Saga: Eclipse)[26]

Scream Awards
- 2009: Bester Fantasy-Darsteller[27]
- 2010: Bester Fantasy-Darsteller (The Twilight Saga: Eclipse)[28]

People’s Choice Awards
- 2010: Favourite On-Screen Team mit Taylor Lautner und Kristen Stewart (The Twilight Saga: New Moon)[29]
- 2011:  Bestes On-Screen Team mit Kristen Stewart und Taylor Lautner (Twilight Saga: Eclipse)

National Movie Awards
- 2010:  Best Performance (The Twilight Saga: New Moon)[30]

J-14 Teen Icon Awards
- 2010: Iconic Movie Actor (The Twilight Saga: Eclipse)[31]

BRAVO Otto
- 2008: Bester Kinostar

BBC Radio 1 Teen Awards
- 2010: Best Dressed
- 2010: Best Actor

Razzie Awards
- 2010: Nominierung als schlechtester Schauspieler in  New Moon – Bis(s) zur Mittagsstunde[32]
- 2011: Nominierung als schlechtester Schauspieler in Remember Me – Lebe den Augenblick und Eclipse – Bis(s) zum Abendrot[32]
- 2012: Nominierung als schlechteste Filmpaarung mit Kristen Stewart in Breaking Dawn – Bis(s) zum Ende der Nacht – Teil 1
- 2013: Nominierung als schlechtester Schauspieler in Breaking Dawn – Bis(s) zum Ende der Nacht – Teil 2
- 2013: Nominierung als schlechteste Filmpaarung mit Kristen Stewart in Breaking Dawn – Bis(s) zum Ende der Nacht – Teil 2

AACTA Awards
- 2015: Nominierung als Best Supporting Actor in The Rover[33]

Canadian Screen Award
- 2015: Nominierung für die beste Performance by an Actor in a Supporting Role in Maps To The Stars[34]